# Степеневий ряд
У математиці степеневим рядом (однієї змінної) називається нескінченний ряд виду:
{\displaystyle f(x)=\sum _{n=0}^{\infty }a_{n}\left(x-c\right)^{n}=a_{0}+a_{1}(x-c)^{1}+a_{2}(x-c)^{2}+a_{3}(x-c)^{3}+\cdots } де an — коефіцієнти n - го доданку, c — деяка константа, а x — змінна визначена в деякій області, що містить c. На практиці часто c рівне нулю і степеневі ряди мають простіший вид:
{\displaystyle f(x)=\sum _{n=0}^{\infty }a_{n}x^{n}=a_{0}+a_{1}x+a_{2}x^{2}+a_{3}x^{3}+\ldots .}
Степеневі ряди широко використовуються у дійсному і комплексному аналізі, як ряди Тейлора функцій, а також в комбінаториці, теорії ймовірностей та ін. 

## Операції зі степеневими рядами

### Додавання і віднімання
Для степеневих рядів f і g навколо точки c, можна визначити їх суму і різницю. Якщо:
{\displaystyle f(x)=\sum _{n=0}^{\infty }a_{n}(x-c)^{n}}
{\displaystyle g(x)=\sum _{n=0}^{\infty }b_{n}(x-c)^{n}}
тоді
{\displaystyle f(x)\pm g(x)=\sum _{n=0}^{\infty }(a_{n}\pm b_{n})(x-c)^{n}.}

### Множення і ділення
Для множення і ділення одержуються формули:
{\displaystyle f(x)g(x)=\left(\sum _{n=0}^{\infty }a_{n}(x-c)^{n}\right)\left(\sum _{n=0}^{\infty }b_{n}(x-c)^{n}\right)}
{\displaystyle =\sum _{i=0}^{\infty }\sum _{j=0}^{\infty }a_{i}b_{j}(x-c)^{i+j}}
{\displaystyle =\sum _{n=0}^{\infty }\left(\sum _{i=0}^{n}a_{i}b_{n-i}\right)(x-c)^{n}.}
Послідовність {\displaystyle m_{n}=\sum _{i=0}^{n}a_{i}b_{n-i}} називається конволюцією послідовностей {\displaystyle a_{n}} і {\displaystyle b_{n}}.
Для ділення виконується:
{\displaystyle {f(x) \over g(x)}={\sum _{n=0}^{\infty }a_{n}(x-c)^{n} \over \sum _{n=0}^{\infty }b_{n}(x-c)^{n}}=\sum _{n=0}^{\infty }d_{n}(x-c)^{n}}
{\displaystyle f(x)=\left(\sum _{n=0}^{\infty }b_{n}(x-c)^{n}\right)\left(\sum _{n=0}^{\infty }d_{n}(x-c)^{n}\right)}
і значення знаходяться з формул конволюції.

## Збіжність степеневих рядів
Степеневий ряд називається збіжним в точці x0, якщо збіжним є відповідний числовий ряд {\displaystyle \sum _{n=0}^{\infty }a_{n}x_{0}^{n}=a_{0}+a_{1}x_{0}+a_{2}x_{0}^{2}+a_{3}x_{0}^{3}+\ldots .}. Степеневий ряд є збіжним в деякій області, якщо він є збіжним в кожній точці цієї області.

### Ознаки збіжності
Для степеневих рядів є декілька теорем, що описують умови і характер їх збіжності.
- Перша теорема Абеля: Нехай ряд {\displaystyle \Sigma \,a_{n}x^{n}} є збіжним в точці {\displaystyle {x_{0}}}. Тоді цей ряд є абсолютно збіжним в кругу  {\displaystyle {|x|<|x_{0}|}} рівномірно по {\displaystyle {x}} на будь-якій компактній підмножині цього круга.

Навпаки, якщо степеневий ряд є розбіжним при {\displaystyle {x=x_{0}}}, він є розбіжним при всіх {\displaystyle {x}}, таких що {\displaystyle {|x|>|x_{0}|}}. З першої теореми Абеля також випливає, що існує такий радіус круга {\displaystyle {R}} (можливо, нульовий або нескінченний), що при {\displaystyle {|x|<R}} ряд є абсолютно збіжним (і збіжність є рівномірною по {\displaystyle x} на компактних підмножинах круга {\displaystyle {|x|<R}}), а при {\displaystyle {|x|>R}}  ряд є розбіжним. Це значення {\displaystyle R} називається радіусом збіжності ряду, а круг {\displaystyle {|x|<R}} — кругом збіжності.
- Формула Коші — Адамара: Значення радіусу збіжності степеневого ряду може бути обчислено за формулою:

{\displaystyle {1 \over R}={\varlimsup \limits _{n\rightarrow +\infty }}\,|a_{n}|^{1/n}}
Нехай {\displaystyle F(x)} і {\displaystyle G(x)} — два степеневі ряди з радіусами збіжності {\displaystyle {R_{F}}} і {\displaystyle {R_{G}}}. Тоді
{\displaystyle R_{F+G}\geq \min\{R_{F},\,R_{G}\}}
{\displaystyle R_{F\cdot G}\geq \min\{R_{F},R_{G}\}}
{\displaystyle R_{F'}\,=\,R_{F}}
Якщо у ряду {\displaystyle G(x)} вільний член нульовий, тоді
{\displaystyle R_{F\circ G}\geq {R_{F} \over {R_{F}+1}}R_{G}}
Питання про збіжність ряду в точках межі {\displaystyle {|x|=R}} круга збіжності потребує додаткового аналізу: 
Ознака Д’Аламбера: Якщо при {\displaystyle n>N} і {\displaystyle \alpha >1} виконано нерівність
{\displaystyle \left|{a_{n} \over a_{n+1}}\right|\geq R\left(1+{\alpha  \over n}\right)}
тоді степеневий ряд {\displaystyle \Sigma \,a_{n}x^{n}} є абсолютно збіжним в усіх точках кола {\displaystyle {|x|=R}} і збіжність є рівномірною по {\displaystyle x}.
- Ознака Діріхле: Якщо всі коефіцієнти степеневого ряду {\displaystyle \Sigma \,a_{n}x^{n}} додатні і послідовність {\displaystyle a_{n}} монотонно збігається до нуля, тоді цей ряд є збіжним в усіх точках кола {\displaystyle {|x|=1}}, окрім, можливо, точки {\displaystyle {x=1}}.
- Друга теорема Абеля:Нехай степеневий ряд є збіжним в точці {\displaystyle {x=x_{0}}}. Тоді він є рівномірно збіжним по {\displaystyle {x}} на відрізку, що сполучає точки 0 і {\displaystyle {x_{0}}}.

## Похідна і інтеграл
Якщо деяка функція рівна сумі степеневого ряду в деякій області то її похідну і інтеграл можна визначити почленно продиференціювавши і проінтегрувавши доданки степеневого ряду:
{\displaystyle f^{\prime }(x)=\sum _{n=1}^{\infty }a_{n}n\left(x-c\right)^{n-1}=\sum _{n=0}^{\infty }a_{n+1}\left(n+1\right)\left(x-c\right)^{n}}
{\displaystyle \int f(x)\,dx=\sum _{n=0}^{\infty }{\frac {a_{n}\left(x-c\right)^{n+1}}{n+1}}+k=\sum _{n=1}^{\infty }{\frac {a_{n-1}\left(x-c\right)^{n}}{n}}+k.}
Радіуси збіжності обох цих рядів дорівнюють радіусу початкового ряду.

## Степеневі ряди багатьох змінних
Степеневий ряд від n змінних — ряд виду:
{\displaystyle F(X_{1},X_{2},\dots ,X_{n})=\sum \limits _{k_{1},k_{2},\dots ,k_{n}=0}^{+\infty }a_{k_{1},k_{2},\dots ,k_{n}}X_{1}^{k_{1}}X_{2}^{k_{2}}\ldots X_{n}^{k_{n}}}
або, в мультиіндексних позначеннях
{\displaystyle F(X)=\sum \limits _{\alpha }a_{\alpha }X^{\alpha },}
де {\displaystyle X} — це вектор {\displaystyle X=(X_{1},X_{2},\dots ,X_{n})}, {\displaystyle \alpha } — мультиіндекс {\displaystyle \alpha =(k_{1},k_{2},\dots k_{n})}, {\displaystyle X^{\alpha }} — одночлен {\displaystyle X^{\alpha }=X_{1}^{k_{1}}X_{2}^{k_{2}}\ldots X_{n}^{k_{n}}}.